# Seeschlacht von Gravelines
Die Seeschlacht von Gravelines fand am 29. Julijul. / 8. August 1588greg. im Ärmelkanal zwischen der Spanischen Armada und der englischen Flotte statt. Es war die Entscheidungsschlacht eines Invasionsversuchs der Spanischen Armada in England. 

## Vorgeschichte
In Den Haag warteten ca. 30.000 spanische Soldaten unter dem Herzog von Parma, um für die Invasion Englands von der Armada übergesetzt zu werden. Durch die englische Kriegsflotte verfolgt, entschied der spanische Befehlshaber Medina Sidonia, bei Calais einige Schiffe vor Anker gehen zu lassen, um einen Boten an Land zu setzen, der den Herzog veranlassen sollte, seine Truppen für die Einschiffung bereitzumachen. Bei dem nachfolgenden Angriff der englischen Flotte mit unbemannten Brandschiffen auf die spanische Armada wurde ein spanisches Schiff in Brand gesetzt und eines versenkt. Die verbleibenden 137 spanischen Schiffe wurden zunächst zerstreut. 

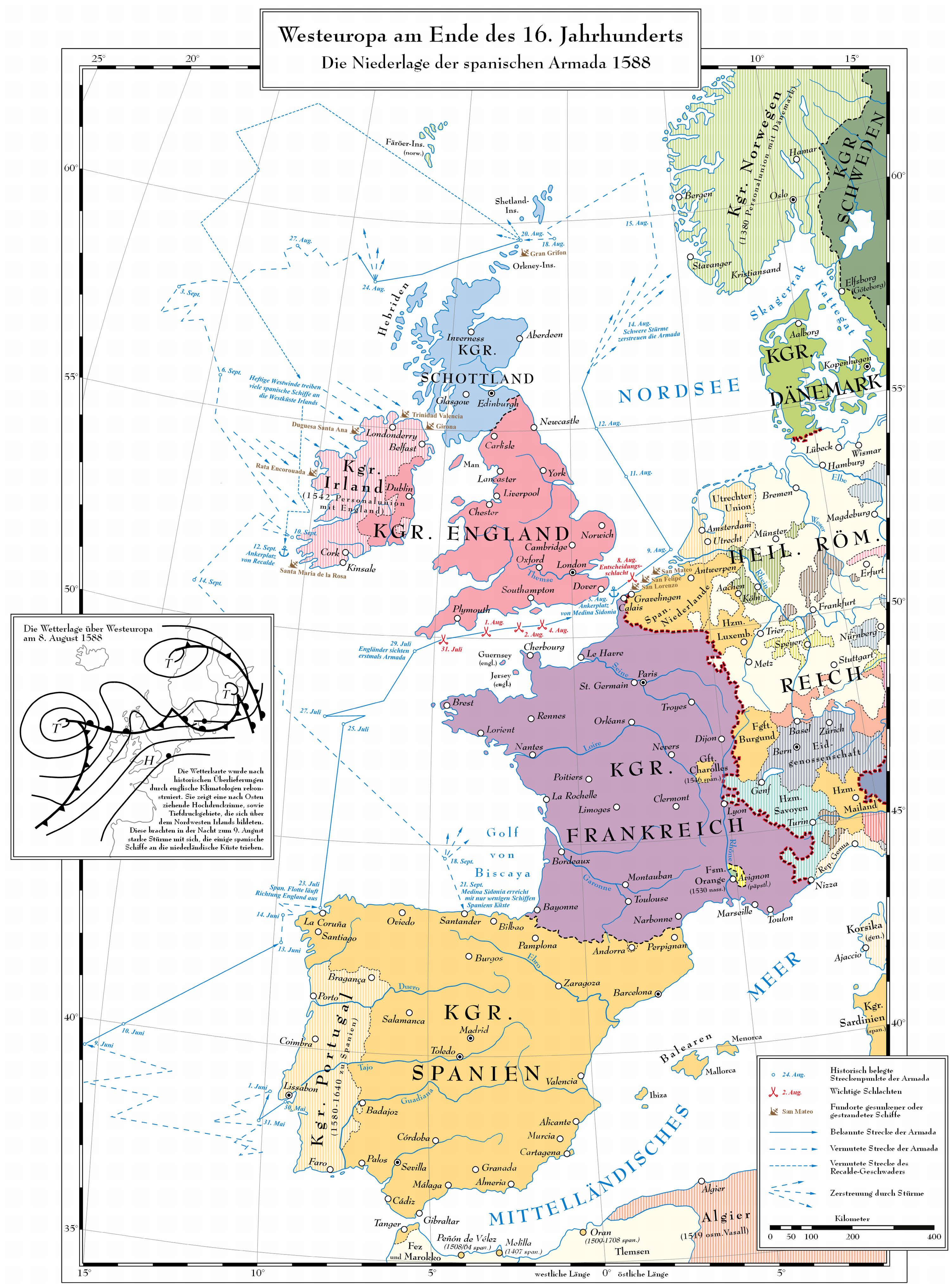
Die Route der spanischen Armada

## Die Schlacht
Zwei Tage nach diesem Vorfall kam es zur Schlacht vor Gravelines. Den Engländern gelang es, drei weitere spanische Schiffe zu versenken, bevor ihnen die Munition ausging und sie die Schlacht beenden mussten. 
König Philipp hatte seinem unerfahrenen Oberbefehlshaber Medina Sidonia eingeschärft, die Schlachtformation einzuhalten und zu verhindern, dass fliehende Schiffe von einzelnen Kapitänen verfolgt werden, um Prisen zu machen. Der Herzog von Medina Sidonia hielt sich eisern an diesen Befehl; die fliehenden englischen Schiffe wurden nicht verfolgt und erreichten sicher die Themse. Etwa 2.000 Spanier und einige hundert Engländer verloren bei diesem Kampf ihr Leben. Die technisch überlegenen Engländer mit ihren wendigeren Galeonen und effektiveren Kanonen setzten der Armada zu, konnten sie jedoch nicht völlig zerstören, weil ihnen die Munition ausging, sodass der englische Oberbefehlshaber Howard um 17 Uhr den Angriff beendete. 
Die nach Den Haag flüchtenden Spanier gerieten in einen Sturm und entschieden sich, England und Schottland zu umsegeln, um ihm zu entkommen. Auf ihrem Weg verloren sie 64 weitere Schiffe in Unwettern. Etwa 3.000 Spanier strandeten an der schottischen und irischen Küste. Viele wurden von den Engländern umgebracht, einige konnten in irischen Dörfern untertauchen. 
Im Juli und August 1588 verlor Spanien insgesamt 69 Schiffe und mindestens 12.000 Mann. Die Engländer erlitten ebenfalls schwere Verluste. Bei der englischen Flotte starben 6.000 bis 8.000 Seeleute, hauptsächlich an Krankheiten wie Ruhr und Flecktyphus.